# 北翔大学短期大学部
北翔大学短期大学部（日语：／ Hokushō Daigaku Tanki Daigakubu *），简称HC，是一所位于日本北海道江别市的私立短期大学。原北海道女子短期大学（日语：／ Hokkaidō Joshi Tanki Daigaku *）。

## 概要

### 简介
- 学校最早可以追溯到1939年[1][2]。短期大学为于1963年开办[2]、由学校法人浅井学园经营[3]、为男女同校[4]从2000年。

### 历史

#### 本科
- 1963年 北海道女子短期大学成立并同时设置一个学科即服装科[注 9][2]。
- 1965年 服装科[注 9]改名为服饰美术科[2]。
- 1966年 两个学科成立、以下列举[2]。
  - 体育科（改名为保健体育科于1971年）
  - 工艺美术科
- 1970年 初等教育科成立（改名为儿童学科[注 2]于2005年）[2]。
- 1987年 经营信息学科成立[注 3][注 4][2]。
- 1997年 改校名为北海道女子大学短期大学部、三个学科改名为、以下列举[2]。
  - 服饰美术科→服饰美术学科[注 3][注 4]
  - 工艺美术科→工艺美术学科[注 7]
  - 保健体育科→保健体育学科保健体育学科[注 3][注 5]

#### 专科
- 1967年 服饰美术专攻成立[2]。
- 1968年 工艺美术专攻成立（招生到于1999年、停办于2001年）[2]。
- 1969年 体育专攻成立（改名为保健体育专攻于1980年）[2]。
- 1980年 初等教育专攻成立[2]。

### 宪章
- 请参看北翔大学短期大学部的标志（页面存档备份，存于） （日語） 2014年3月2日阅览。

## 学校环境
- 校区：在北海道江别市

## 历任校长
- 田所哲太郎：第一代短期大学校长[5]。
- 西村弘行：现在短期大学校长[6]

## 组织

### 学科
- 生活设计学科[注 1]
- 儿童学科[注 2]

### 前学科
| - 服饰美术学科 - 保健体育学科 - 经营信息学科 - 初等教育学科 - 工艺美术学科 |

### 专科
| - 服饰美术专攻 - 保健体育专攻 - 工艺美术专攻 - 初等教育专攻 |

### 业余课程
| - 没有 |

## 知名校友
- 纸智子：日本共产党国会议员
- 石黑彩：女演员・前为日本偶像组合早安少女组
- 山岸子：漫画家
- 宫崎奈绪美：前女演员
- 大信田静子：大学准教授
- 北村悦子：短期大学准教授
- 辻美惠子：短期大学准教授
- 松永亚铃：玩偶作者
- 山田いずみ：前跳台滑雪运动员
- あべみほ：女演员
- 田中温子：前跳台滑雪运动员

## 相关链接
- 日本短期大学列表